# Őze Tibor
Őze Tibor (Budapest, 1951. október 8. –) magyar labdarúgó, hátvéd, edző.

## Pályafutása

### Játékosként
A Ferencváros korosztályos csapatában kezdte a labdarúgást, ahol Dalnoki Jenő volt az edzője. Húsz alkalommal szerepelt az ifjúsági válogatottban. Sorkatonai szolgálata alatt, 1971 és 1973 között a szentendrei Kossuth KFSE labdarúgója volt. Bár Dalnoki visszavárta Ferencvároshoz, mégis a Csepel csapatához szerződött, ahol egy idényen át játszott. 1974–75-ban a Szolnoki MTE, 1975–76-ban a Volán, 1976 és 1980 között a Bp. Spartacus játékosa volt.

### Edzőként
1979–80-ban a Bp. Spartacus, 1980 és 1981 között a Vasas Ikarus csapatainál kezdte edzői pályafutását. 1981–85-ban az Újpesti Dózsa utánpótlás edzője, majd a Hatvan vezetőedzője volt. 1986 és 1989 között a Vasasnál pályaedzőként tevékenykedett. 1988-ban megbízott vezetőedző volt a csapatnál. 1989-ben a magyar U16-os  válogatott edzőjeként dolgozott. 1989–90-ben a kuvaiti Al-Sahel utánpótlás-, 1991–92-ben a BVSC pálya-, 1992 és 1993 között ismét az Al-Sahel utánpótlás-, 1993 és 1994 között az En-Naszr erőnléti-, 1994–96-ban a BVSC utánpótlás-, majd pályaedzője volt.
1997 ősze és 2000 októbere között a Nyírség-Spartacus, 2001 januárja és augusztusa között a Kaposvári Rákóczi, 2003 januárja és áprilisa között a Kispest-Honvéd, 2004 januárja és júliusa között a Diósgyőri VTK 2005-ben a Putnoki VSE vezetőedzője volt. Ezt követően az MLSZ Grassroots-menedzsere és akadémiai koordinátora lett. 2016-ban a Gyulai Termál edzőjeként dolgozott. 2018-ban a Szeged 2011-Grosics Akadémia szakmai igazgatója volt.